# Sash!/Diskografie
Diese Diskografie ist eine Übersicht über die musikalischen Werke des deutschen Eurodance-Musikprojektes Sash!. Den Quellenangaben zufolge hat es bisher mehr als 22 Millionen Tonträger verkauft. Seine erfolgreichste Veröffentlichung ist die Single Ecuador mit über 1,1 Millionen verkauften Einheiten.

## Alben

### Studioalben
| Jahr | Titel                    | Höchstplatzierung, Gesamtwochen, AuszeichnungChartplatzierungen (Jahr, Titel, Platzierungen, Wochen, Auszeichnungen, Anmerkungen) | Höchstplatzierung, Gesamtwochen, AuszeichnungChartplatzierungen (Jahr, Titel, Platzierungen, Wochen, Auszeichnungen, Anmerkungen) | Höchstplatzierung, Gesamtwochen, AuszeichnungChartplatzierungen (Jahr, Titel, Platzierungen, Wochen, Auszeichnungen, Anmerkungen) | Höchstplatzierung, Gesamtwochen, AuszeichnungChartplatzierungen (Jahr, Titel, Platzierungen, Wochen, Auszeichnungen, Anmerkungen) | Anmerkungen                                               |
| Jahr | Titel                    | DE | AT | CH | UK | Anmerkungen                                               |
| ---- | ------------------------ | --- | --- | --- | --- | --------------------------------------------------------- |
| 1997 | It’s My Life – The Album | DE38 (6 Wo.)DE | — | CH37 (5 Wo.)CH | UK6 Platin · (51 Wo.)UK | Erstveröffentlichung: 30. Juni 1997 Verkäufe: + 332.500   |
| 1998 | Life Goes On             | DE31 (5 Wo.)DE | — | CH37 (5 Wo.)CH | UK5 Gold · (23 Wo.)UK | Erstveröffentlichung: 17. August 1998 Verkäufe: + 100.000 |
| 2000 | Trilenium                | DE43 (5 Wo.)DE | — | CH43 (6 Wo.)CH | UK13 (5 Wo.)UK | Erstveröffentlichung: 2. April 2000                       |
| 2002 | S4!Sash!                 | — | — | — | — | Erstveröffentlichung: 28. Oktober 2002                    |
| 2012 | Life Is a Beach          | — | — | — | — | Erstveröffentlichung: 31. August 2012                     |
| 2013 | Life Changes             | — | — | — | — | Erstveröffentlichung: 8. November 2013                    |

### Kompilationen
| Jahr | Titel                               | Höchstplatzierung, Gesamtwochen, AuszeichnungChartplatzierungen (Jahr, Titel, Platzierungen, Wochen, Auszeichnungen, Anmerkungen) | Höchstplatzierung, Gesamtwochen, AuszeichnungChartplatzierungen (Jahr, Titel, Platzierungen, Wochen, Auszeichnungen, Anmerkungen) | Höchstplatzierung, Gesamtwochen, AuszeichnungChartplatzierungen (Jahr, Titel, Platzierungen, Wochen, Auszeichnungen, Anmerkungen) | Höchstplatzierung, Gesamtwochen, AuszeichnungChartplatzierungen (Jahr, Titel, Platzierungen, Wochen, Auszeichnungen, Anmerkungen) | Anmerkungen                                                |
| Jahr | Titel                               | DE | AT | CH | UK | Anmerkungen                                                |
| ---- | ----------------------------------- | --- | --- | --- | --- | ---------------------------------------------------------- |
| 2000 | Encore une fois – The Greatest Hits | DE62 (3 Wo.)DE | — | — | UK33 Silber · (3 Wo.)UK | Erstveröffentlichung: 30. Oktober 2000 Verkäufe: + 60.000  |
| 2008 | The Best Of                         | — | — | — | UK9 Platin · (18 Wo.)UK | Erstveröffentlichung: 20. Oktober 2008 Verkäufe: + 300.000 |

Weitere Kompilationen
- 1998: Greatest Hits ’98
- 2000: The Megamix
- 2007: 10th Anniversary
- 2008: It’s My Life (Electronic Hits)

### EPs
- 2000: The Trilenium E.P.
- 2002: S4! Sash! Album Sampler
- 2015: Easy Find (Remixes) (Jay Frog & Sash! feat. Peter Maria)

## Singles

### Als Leadmusiker
| Jahr | Titel Album                                    | Höchstplatzierung, Gesamtwochen, AuszeichnungChartplatzierungen (Jahr, Titel, Album, Platzierungen, Wochen, Auszeichnungen, Anmerkungen) | Höchstplatzierung, Gesamtwochen, AuszeichnungChartplatzierungen (Jahr, Titel, Album, Platzierungen, Wochen, Auszeichnungen, Anmerkungen) | Höchstplatzierung, Gesamtwochen, AuszeichnungChartplatzierungen (Jahr, Titel, Album, Platzierungen, Wochen, Auszeichnungen, Anmerkungen) | Höchstplatzierung, Gesamtwochen, AuszeichnungChartplatzierungen (Jahr, Titel, Album, Platzierungen, Wochen, Auszeichnungen, Anmerkungen) | Anmerkungen                                                                                           |
| Jahr | Titel Album                                    | DE | AT | CH | UK | Anmerkungen                                                                                           |
| ---- | ---------------------------------------------- | --- | --- | --- | --- | --- |
| 1996 | Encore une fois It’s My Life – The Album       | DE16 (14 Wo.)DE | AT13 (9 Wo.)AT | CH13 (15 Wo.)CH | UK2 Platin · (15 Wo.)UK | Erstveröffentlichung: 1996 Verkäufe: + 750.000; feat. Sabine Ohmes                                    |
| 1997 | Ecuador It’s My Life – The Album               | DE7 (16 Wo.)DE | AT16 (11 Wo.)AT | CH8 (13 Wo.)CH | UK2 Gold (Multiply) + Platin (Ministry of Sound) · (12 Wo.)UK                                                                            | Erstveröffentlichung: 25. Mai 1997 Verkäufe: + 1.160.000; feat. Adrian Rodriguez                      |
| 1997 | Stay It’s My Life – The Album                  | DE12 (12 Wo.)DE | AT39 (1 Wo.)AT | CH19 (14 Wo.)CH | UK2 Gold · (14 Wo.)UK | Erstveröffentlichung: 29. September 1997 Verkäufe: + 435.000; feat. La Trec                           |
| 1998 | La primavera Life Goes On                      | DE13 (12 Wo.)DE | AT24 (7 Wo.)AT | CH15 (15 Wo.)CH | UK3 Silber · (14 Wo.)UK | Erstveröffentlichung: 15. März 1998 Verkäufe: + 240.000; feat. Patrizia Salvadore                     |
| 1998 | Mysterious Times Life Goes On                  | DE17 (12 Wo.)DE | — | CH23 (14 Wo.)CH | UK2 Silber · (14 Wo.)UK | Erstveröffentlichung: 27. Juli 1998 Verkäufe: + 365.000; feat. Tina Cousins                           |
| 1998 | Move Mania Life Goes On                        | DE56 (9 Wo.)DE | — | — | UK8 (12 Wo.)UK | Erstveröffentlichung: 9. November 1998 feat. Brenda Shannon Greene                                    |
| 1999 | Colour the World Life Goes On                  | DE39 (6 Wo.)DE | — | CH39 (2 Wo.)CH | UK15 (7 Wo.)UK | Erstveröffentlichung: 8. März 1999 feat. Dr. Alban & Inka Auhagen                                     |
| 1999 | Adelante Trilenium                             | DE17 (12 Wo.)DE | — | CH18 (15 Wo.)CH | UK2 Silber · (14 Wo.)UK | Erstveröffentlichung: 5. Dezember 1999 Verkäufe: + 290.000; feat. Peter Faulhammer & Adrian Rodriguez |
| 2000 | Just Around the Hill Trilenium                 | DE64 (8 Wo.)DE | — | CH51 (8 Wo.)CH | UK8 (9 Wo.)UK | Erstveröffentlichung: 19. März 2000 feat. Tina Cousins                                                |
| 2000 | With My Own Eyes Trilenium                     | DE46 (8 Wo.)DE | — | CH82 (5 Wo.)CH | UK10 (5 Wo.)UK | Erstveröffentlichung: 10. September 2000 feat. Inka Auhagen                                           |
| 2002 | Ganbareh! S4!Sash!                             | DE43 (9 Wo.)DE | — | CH94 (1 Wo.)CH | — | Erstveröffentlichung: 16. Juni 2002 feat. Mikio                                                       |
| 2002 | Run S4!Sash!                                   | DE48 (7 Wo.)DE | — | CH98 (3 Wo.)CH | — | Erstveröffentlichung: 13. Oktober 2002 feat. Boy George                                               |
| 2003 | I Believe S4!Sash!                             | DE67 (2 Wo.)DE | — | — | — | Erstveröffentlichung: 31. März 2003 feat. TJ Davis                                                    |
| 2008 | Raindrops (Encore une fois Pt. II) The Best Of | DE51 (4 Wo.)DE | — | — | UK9 Silber · (15 Wo.)UK | Erstveröffentlichung: 29. September 2008 Verkäufe: + 200.000; feat. Stunt                             |

Weitere Singles
- 1996: It’s My Life
- 2000: Together Again (feat. Blå Øjne)
- 2000: Trilenium / The Teaser (Multiply Teaser)
- 2000: Oliver Momms Hitmix V3.0
- 2002: The Sunset
- 2007: Ecuador Reloaded (feat. Adrian Rodriguez)
- 2010: All Is Love (feat. Jessy De Smet)
- 2011: Mirror Mirror (feat. Jean Pearl)
- 2012: What Is Life
- 2013: The Secret (Reloaded) (feat. Sarah Brightman)
- 2013: Summer’s Gone (feat. Tony T.)
- 2014: Can’t Change You (feat. Plexihones)
- 2016: Ecuador (vs. Olly James)
- 2023: Rock My Body (Verkäufe: + 30.000; R3hab, Inna & Sash!; #7 der deutschen Single-Trend-Charts am 15. September 2023[2])

### Als Gastmusiker
| Jahr | Titel Album                                 | Höchstplatzierung, Gesamtwochen, AuszeichnungChartplatzierungen (Jahr, Titel, Album, Platzierungen, Wochen, Auszeichnungen, Anmerkungen) | Höchstplatzierung, Gesamtwochen, AuszeichnungChartplatzierungen (Jahr, Titel, Album, Platzierungen, Wochen, Auszeichnungen, Anmerkungen) | Höchstplatzierung, Gesamtwochen, AuszeichnungChartplatzierungen (Jahr, Titel, Album, Platzierungen, Wochen, Auszeichnungen, Anmerkungen) | Höchstplatzierung, Gesamtwochen, AuszeichnungChartplatzierungen (Jahr, Titel, Album, Platzierungen, Wochen, Auszeichnungen, Anmerkungen) | Anmerkungen                                                                    |
| Jahr | Titel Album                                 | DE | AT | CH | UK | Anmerkungen                                                                    |
| ---- | ------------------------------------------- | --- | --- | --- | --- | ------------------------------------------------------------------------------ |
| 1999 | Somebody Scream (Ma Baker) (Remix) Ultimate | DE28 (15 Wo.)DE | AT19 (12 Wo.)AT | CH21 (17 Wo.)CH | UK22 (2 Wo.)UK | Erstveröffentlichung: Dezember 1998 Boney M. vs. Sash! & Horny United          |
| 1999 | Too Much Rain –                             | DE13 (13 Wo.)DE | — | CH21 (4 Wo.)CH | — | Erstveröffentlichung: 28. Dezember 1998 mit United Deejays for Central America |

Weitere Gastbeiträge
- 1997: Erotmania ’97 (Sash! Remix) (Katana & Sash!)
- 1997: Rock the Bells (Kadoc vs. Sash!)
- 1998: Enola Gay (Orchestral Manoeuvres in the Dark vs. Sash!)
- 2010: Hello Afrika 2010 (Dr. Alban & Dr. Victor feat. Cantona & Sash!)
- 2010: Hello South Africa (Dr. Alban vs. Sash!)
- 2014: Encore une fois (Jack Holiday & Sash!)

## Musikvideos
| Jahr | Titel                              | Regie            |
| ---- | ---------------------------------- | ---------------- |
| 1996 | Encore une fois                    | Oliver Sommer    |
| 1997 | Ecuador                            | Oliver Sommer    |
| 1997 | Stay                               | Oliver Sommer    |
| 1998 | La primavera                       | Oliver Sommer    |
| 1998 | Mysterious Times                   | Sven Harding     |
| 1998 | Move Mania                         | Oliver Sommer    |
| 1999 | Colour the World                   | Antti J. Jokinen |
| 2000 | Adelante                           | Antti J. Jokinen |
| 2000 | Just Around the Hill               | Antti J. Jokinen |
| 2000 | With My Own Eyes                   | Antti J. Jokinen |
| 2002 | Ganbareh!                          | Oliver Sommer    |
| 2002 | Run                                | Oliver Sommer    |
| 2003 | I Believe                          | Oliver Sommer    |
| 2008 | Raindrops (Encore une fois Pt. II) | Alex Herron      |
| 2010 | All Is Love                        | Dom Haseltine    |
| 2011 | Mirror Mirror                      | Thomas Troelsen  |
| 2012 | What Is Life                       |                  |
| 2013 | The Secret (Reloaded)              |                  |
| 2013 | Summer’s Gone                      |                  |
| 2014 | Can’t Change You                   |                  |
| 2015 | Easy Find                          |                  |

## Statistik

### Chartauswertung
|                     | DE    | AT    | CH    | UK    |
| ------------------- | ----- | ----- | ----- | ----- |
| Nummer-eins-Alben   | DE—DE | AT—AT | CH—CH | UK—UK |
| Top-10-Alben        | DE—DE | AT—AT | CH—CH | UK3UK |
| Alben in den Charts | DE4DE | AT—AT | CH3CH | UK5UK |

|                       | DE     | AT    | CH     | UK     |
| --------------------- | ------ | ----- | ------ | ------ |
| Nummer-eins-Singles   | DE—DE  | AT—AT | CH—CH  | UK—UK  |
| Top-10-Singles        | DE1DE  | AT—AT | CH1CH  | UK10UK |
| Singles in den Charts | DE16DE | AT5AT | CH13CH | UK12UK |

### Auszeichnungen für Musikverkäufe
| Silberne Schallplatte - Frankreich - 1997: für die Single Encore une fois - 1997: für die Single Ecuador - 1998: für die Single Mysterious Times Goldene Schallplatte - Australien - 2000: für die Single Adelante - Belgien - 1997: für die Single Encore une fois - 1997: für die Single Ecuador - 1997: für die Single Stay - 1997: für das Album It’s My Life – The Album - 1998: für die Single La primavera - 1998: für die Single Mysterious Times - 2000: für die Single Adelante - Dänemark - 2021: für die Single Ecuador (vs. Olly James) - Neuseeland - 1998: für das Album It’s My Life – The Album - Norwegen - 1997: für die Single Stay - Schweden - 1997: für die Single Ecuador - 1998: für die Single La primavera - 1999: für die Single Mysterious Times - Spanien - 2024: für die Single Ecuador - 2025: für die Single Rock My Body | Platin-Schallplatte - Dänemark - 2024: für die Single Ecuador - Frankreich - 2024: für die Single Rock My Body - Polen - 2024: für die Single Rock My Body - Schweden - 2000: für die Single Adelante |

Anmerkung: Auszeichnungen in Ländern aus den Charttabellen bzw. Chartboxen sind in ebendiesen zu finden.
| Land/RegionAuszeichnungen für Musikverkäufe (Land/Region, Auszeichnungen, Verkäufe, Quellen) | Silber     | Gold       | Platin     | Verkäufe  | Quellen                                                    |
| -------------------------------------------------------------------------------------------- | ---------- | ---------- | ---------- | --------- | ---------------------------------------------------------- |
| Australien (ARIA)                                                                            | —          | Gold1      | —          | 35.000    | aria.com.au                                                |
| Belgien (BRMA)                                                                               | —          | 7× Gold7   | —          | 175.000   | ultratop.be                                                |
| Dänemark (IFPI)                                                                              | —          | Gold1      | Platin1    | 135.000   | ifpi.dk                                                    |
| Frankreich (SNEP)                                                                            | 3× Silber3 | —          | Platin1    | 575.000   | infodisc.fr snepmusique.com                                |
| Neuseeland (RMNZ)                                                                            | —          | Gold1      | —          | 7.500     | aotearoamusiccharts.co.nz                                  |
| Norwegen (IFPI)                                                                              | —          | Gold1      | —          | 10.000    | ifpi.no (Memento vom 5. November 2012 im Internet Archive) |
| Polen (ZPAV)                                                                                 | —          | —          | Platin1    | 50.000    | olis.pl                                                    |
| Schweden (IFPI)                                                                              | —          | 3× Gold3   | Platin1    | 75.000    | sverigetopplistan.se                                       |
| Spanien (Promusicae)                                                                         | —          | 2× Gold2   | —          | 60.000    | elportaldemusica.es                                        |
| Vereinigtes Königreich (BPI)                                                                 | 5× Silber5 | 3× Gold3   | 4× Platin4 | 3.560.000 | bpi.co.uk                                                  |
| Insgesamt                                                                                    | 8× Silber8 | 19× Gold19 | 8× Platin8 |           |                                                            |